# Piero Ricca
Piero Ricca (Verbania, 22 luglio 1971) è un blogger e giornalista freelance italiano, conosciuto per la sua attività critica rivolta a esponenti della politica, dell'economia e dei mass media.

## Biografia
Figlio dell'avvocato ed ex magistrato Giovanni e fratello dell'avvocato Beniamino, a partire dagli anni del secondo governo Berlusconi organizza iniziative e manifestazioni contro le cosiddette leggi ad personam e la censura che sostiene da esso esercitata, facendo anche parte del comitato referendario "Salviamo la Costituzione".
Noto in particolare per le sue interviste e per gli interventi plateali a comizi e manifestazioni, il primo episodio che ha avuto ampia eco mediatica è stato l'incontro con Silvio Berlusconi avvenuto il 5 maggio 2003, all'uscita dall'aula del processo SME, ove Ricca lo accoglie gridando:
 Querelato per ingiuria e processato, è infine assolto in Cassazione.
Nel 2005 un gruppo di senatori presenta un'interrogazione parlamentare sul presunto «improprio fermo di polizia» a suoi danni del 29 gennaio 2005, su ordine del questore di Milano Paolo Scarpis.
Nell'aprile 2006 apre un proprio blog personale, collaborando inoltre con quello di Beppe Grillo per mezzo di una serie di video-interviste.
A marzo del 2007 contribuisce a creare Qui Milano Libera, associazione culturale che organizza manifestazioni ed eventi, produce video e ospita in conferenze giornalisti, magistrati, politici e intellettuali, con lo scopo di favorire la partecipazione critica alla politica. Da questa si sviluppano Qui Lecco Libera, Qui Bologna Libera, Qui Torino Libera, Qui Matera Libera e altre diramazioni volontarie.
Il 16 aprile 2007 incontra il giornalista Emilio Fede al Circolo della Stampa di Milano. L'alterco scaturito tra i due è trasmesso anche dalla trasmissione Striscia la notizia. Dopo l'accaduto, Fede querela Ricca per diffamazione e la Guardia di Finanza blocca il suo sito internet per quasi un mese, nel luglio 2007. Il sequestro del sito è poi revocato perché non legittimo. Tra gli altri diverbi durante la propria attività, quelli con: Vittorio Sgarbi, Giulio Andreotti, Marcello Dell'Utri, Clemente Mastella, Massimo D'Alema, Roberto Formigoni, Bruno Tabacci, Piero Fassino, Luciano Violante, Stefania Craxi, Arturo Parisi, Michela Brambilla, Umberto Veronesi, Marco Pannella, Raffaele Fitto, Mara Carfagna, Giuliano Ferrara, Paolo Mieli, Ferruccio De Bortoli, Bruno Vespa, Maurizio Belpietro, Renato Farina, Paolo Liguori, Vittorio Feltri, Niccolò Ghedini.
Nel 2008 collabora con l'emittente Altaitalia TV conducendo il programma televisivo Banana Republik, in onda ogni giovedì in prima serata. Insieme a Riccardo Farina realizza il lungometraggio Qui Milano Libera, dedicato alla campagna elettorale del 2006, il cortometraggio Radio Foppa e il documentario Vietato respirare riguardante la crisi dei rifiuti in Campania, trasmessi da Arcoiris TV.
Nel 2009 è autore del libro Alza la testa!, con incluso un DVD e prefazione di Marco Travaglio, edito da Chiarelettere e presentato in numerose città italiane.
Nel 2010, il cantautore Simone Cristicchi gli dedica la canzone "Meno Male". Dallo stesso anno collabora con il Fatto Quotidiano con un proprio blog sul sito della testata e con la rubrica "Uomo da marciapiede".
Nel marzo 2011 partecipa alle attività dell'iniziativa nazionale "A difesa della costituzione", tenendo un convegno a Milano con Dario Fo, Franca Rame, Vincenzo Consolo e Nando dalla Chiesa. Nel 2012 è ospite ricorrente del programma L'infedele di Gad Lerner, su LA7.
Una sua biografia è contenuta nel libro L'Italia che resiste. Storie e ritratti di cittadini controcorrente, di Francesco Moroni (2010, Effepi). Una sua scheda biografica compare inoltre, dal 2014, in Cinquantamila, di Giorgio Dell'Arti.

## Opere
- Alza la testa. I potenti italiani contestati da un gruppo di cittadini informati, Chiarelettere, 2008, ISBN 978-8861900592, pp. 197